# Victor Feddersen
Victor Alexander Feddersen (Gentofte, 31 januari 1968) is een voormalig Deens roeier gespecialiseerd in het lichtgewicht boordroeien. Feddersen debuteerde tijdens de Wereldkampioenschappen roeien 1993 met een elfde plaats in de lichte-vier-zonder-stuurman. Een jaar later werd Feddersen wereldkampioen in dezelfde discipline. Feddersen maakte zijn Olympisch debuut tijdens de Olympische Zomerspelen 1996 met een gouden medaille in de lichte-vier-zonder. Feddersen won vanaf de wereldkampioenschappen roeien 1997 driemaal op rij de wereldtitel in de lichte-vier-zonder. Feddersen sloot zijn carrière af tijdens de Olympische Zomerspelen 2000 met een bronzen medaille in de lichte-vier-zonder-stuurman.

## Resultaten
- Wereldkampioenschappen roeien 1993 in Račice 11e in de lichte-vier-zonder-stuurman
- Wereldkampioenschappen roeien 1994 in Indianapolis  in de lichte-vier-zonder-stuurman
- Wereldkampioenschappen roeien 1995 in Tampere  in de lichte-vier-zonder-stuurman
- Olympische Zomerspelen 1996 in Atlanta  in de lichte-vier-zonder-stuurman
- Wereldkampioenschappen roeien 1997 in Aiguebelette-le-Lac  in de lichte-vier-zonder-stuurman
- Wereldkampioenschappen roeien 1998 in Keulen  in de lichte-vier-zonder-stuurman
- Wereldkampioenschappen roeien 1999 in St. Catharines  in de lichte-vier-zonder-stuurman
- Olympische Zomerspelen 2000 in Sydney  in de lichte-vier-zonder-stuurman

1996: Victor Feddersen & Niels Henriksen & Thomas Poulsen & Eskild Ebbesen ·
2000: Laurent Porchier & Jean-Christophe Bette & Yves Hocdé & Xavier Dorfman ·
2004: Thor Kristensen & Thomas Ebert & Stephan Mølvig  & Eskild Ebbesen ·
2008: Mads Kruse Andersen & Eskild Ebbesen & Thomas Ebert & Morten Jørgensen·
2012: James Thompson & Matthew Brittain & John Smith & Sizwe Ndlovu ·
2016: Mario Gyr & Simon Niepmann & Simon Schürch & Lucas Tramèr